# 꼭두각시 서커스
《꼭두각시 서커스》(일본어: からくりサーカス)는 후지타 카즈히로가 그린 일본의 만화 작품이다. 「주간 소년 선데이」(쇼가쿠칸)에서 1997년 32호부터 2006년 26호까지 연재되었다. 일본 현지에서 단행본으로 모두 43권으로 나왔다. 대한민국에서 단행본은 학산문화사에서 완전판으로 전 26권으로 나왔다. TV 애니메이션은 studio VOLN에서 애니메이션을 제작하고 트윈 엔진(Twin Engine)에서 제작하였고, TOKYO MX 등에서 2018년 10월 11일부터 2019년 6월 27일까지 방영되었다. 대한민국에서는 애니박스에서 우리말 녹음으로 2021년 4월 22일과 4월 29일에는 매주 목요일 밤 10시, 5월 6일부터 6월 24일까지는 매주 목요일 밤 11시에, 7월 1일부터 8월 19일까지 매주 목요일 자정에 방영했다.

## 개요
막대한 유산을 물려받아 친지들의 표적이 된 소년 사이가 마사루와 그 소년을 지키기 위해 싸우는 권법가의 청년, 가토 나루미, 그리고 인형사용의 여성 시로가네의 기구한 운명을 그린다.

## 우리말 녹음 목소리 출연
- 송하림: 사이가 마사루
- 이현: 가토 나루미
- 강시현: 사이가 시로가네(엘레오놀) , 프란시느 인형, 안젤리나 인형
- 신용우: 아시하나 에이료
- 성선녀: 루실 베르느이유
- 황창영: 기이 크리스토프 레쉬
- 오인성: 사이가 사다요시, 진, 페이스리스
- 이정구: 사이가 쇼지
- 윤아영: 밍시아
- 민응식: 핀탈로네
- 김혜성: 아를레키노
- 이새아: 콜롱빈
- 서반석: 할리퀸
- 이주승: 마스무라, 노리, 인, 토어, 알란, 하비, 라오, 슈나지, 드릴
- 임채빈: 오자키, 히로, 조지, 오라치오, 그리치아노, 푸
- 정의택: 나카다, 카지야마, 번하트, 제인핑, 도토레, 로켄필드, 다이키, 브리겔리, 지미, 아노스
- 박준원: 젠지, 나카마치, 파울만, 시노부, 팀바바티, 오르센, 니카야마, 브롬
- 임혁: 사노, 안셀무스, 제드, 페드롤리노, 메이스내쉬, 그리치아노
- 이명화: 타카미, 멜리사, 레이디 스파이더, 후사에
- 김채린: 카노, 리제, 헬렌, 어린 진, 나이아, 어린 기이, 헬렌, 제인
- 이은조: 오리에, 베스, 짐, 어린 인, 그리폰
- 성예원: 코즈카, 마크, 리나, 어린 쇼지, 디아만티나, 짐, 샤론
- 신나리: 톰, 빌마, 파티마

## 방영 목록
| 회차          | 제목                               | 방송 일자       |
| ------------- | ---------------------------------- | --------------- |
| 1화           | 개막의 종소리                      | 2021년 4월 22일 |
| 2화           | 약속                               | 2021년 4월 22일 |
| 3화           | 나락                               | 2021년 4월 29일 |
| 4화           | 코란                               | 2021년 4월 29일 |
| 5화           | 서커스~출발                        | 2021년 5월 6일  |
| 6화           | 지옥                               | 2021년 5월 6일  |
| 7화           | DEMONIC                            | 2021년 5월 13일 |
| 8화           | 한 순간의 시작과 끝                | 2021년 5월 13일 |
| 9화           | 기억                               | 2021년 5월 20일 |
| 10화          | 프란시느                           | 2021년 5월 20일 |
| 11화          | 팡파르                             | 2021년 5월 27일 |
| 12화          | 「얼굴 없는」 사령관               | 2021년 5월 27일 |
| 13화          | 루실                               | 2021년 6월 3일  |
| 14화          | 깊은 밤의 바다                     | 2021년 6월 3일  |
| 15화          | 시작의 장소로                      | 2021년 6월 10일 |
| 16화          | 만남                               | 2021년 6월 10일 |
| 17화          | 방문자                             | 2021년 6월 17일 |
| 18화          | 미소                               | 2021년 6월 17일 |
| 19화          | 그림자의 정체                      | 2021년 6월 24일 |
| 20화          | 검은 태양                          | 2021년 6월 24일 |
| 21화          | 은빛 여신                          | 2021년 7월 1일  |
| 22화          | 「해리」를 향해 가다!!             | 2021년 7월 1일  |
| 23화          | 돌아온 악마                        | 2021년 7월 8일  |
| 24화          | 탈출                               | 2021년 7월 8일  |
| 25화          | 몽생미셸에서                       | 2021년 7월 15일 |
| 26화          | 애니멀 쇼                          | 2021년 7월 15일 |
| 27화          | 다운로드                           | 2021년 7월 22일 |
| 28화          | 돼지는 걸어갔다                    | 2021년 7월 22일 |
| 29화          | 시로가네가 한 일                   | 2021년 7월 29일 |
| 30화          | Pieta                              | 2021년 7월 29일 |
| 31화          | 칠흑의 유성                        | 2021년 8월 5일  |
| 32화          | 작별 인사                          | 2021년 8월 5일  |
| 33화          | 나카마치 삼부자 VS 레이디 스파이더 | 2021년 8월 12일 |
| 34화          | 등 뒤를 지키는 자                  | 2021년 8월 12일 |
| 35화          | 포옹                               | 2021년 8월 19일 |
| 마지막 화(36) | 폐막                               | 2021년 8월 19일 |